# Fast4 tenis
Fast4 tenis je formát tenisu iniciovaný australským tenisovým svazem Tennis Australia, s cílem urychlení zápasů v podobě kratších setů a s rozdílnými pravidly než má standardní tenis. Záměrem bylo učinit utkání napínavější a atraktivnější pro diváky.
Tato forma byla charakterizována jako ekvivalent kriketového zápasového systému Twenty20.

## Historie
Zkoušení formátu Fast4 začalo v Melbourne během října 2014 a následně na klubové úrovni australských oddílů sdružených ve svazu Tennis Australia.
První zápas, jenž na sebe upoutal mediální pozornost, byl odehrán 12. ledna 2015 mezi bývalými světovými jedničkami, Švýcarem Rogerem Federerem a Lleytonem Hewittem v rámci sydneyské exhibice na Qantas Credit Union Arena. Federer zvítězil za hodinu a půl po setech 4–3(5–3), 2–4, 3–4(3–5), 4–0 a 4–2. Utkání živě přenášela australská celoplošná televizní stanice  Nine Network, stejně jako další zahraniční kanály. Po skončení Švýcar uvedl: „Nemůžete ani na chvilku ztratit koncentraci. Bylo to ale zajímavé a rychlé,“ a Hewitt jej doplnil: „Vidím v tom potenciál hlavně pro juniorskou kategorii.“
O den později, 13. ledna 2015, propagoval rychlejší formu tenisu v aréně Hisense Melbourne Parku Španěl Rafael Nadal s dalšími účastníky exhibice Fernandem Verdascem, Omarem Jasikou a Markem Philippoussisem.
V prosinci 2016 bylo oznámeno, že prvním oficiálním turnajem v rámci mužského či ženského profesionálního okruhu, jenž začlení formát Fast4 do svého programu, se stane lednový Hopmanův pohár 2017, v jehož zápasech smíšených čtyřher došlo k uplatnění zkrácených setů. V listopadu 2017 rychlý formát nasadil i nově založený závěrečný turnaj sezóny Next Generation ATP Finals pro hráče do 21 let.

## Pravidla
Zkrácený formát uplatňuje „rychlou“ (Fast4) verzi tenisu se čtyřmi body v gamu, čtyřmi hrami v setu a čtyřmi pravidly (Fast4): 
1. během gamů nejsou hrány výhody,
2. při doteku míče sítě při podání se pokračuje ve výměně,
3. tiebreak následuje za stavu her 3–3,
4. první z hráčů, jenž dosáhl čtyř gamů, získává celý set.[6]

Přestávka mezi gamy je standardně minutová a tenisté by si při ní neměli sedat.

### 9bodový tiebreak
Zkrácený tiebreak kopíruje 12bodový formát (6:6) s některými specifiky. Vítězem se stává hráč či pár, jenž jako první dosáhne 5 bodů. Uplatňuje se pravidlo „náhlé smrti“ bez nutnosti dvoubodového rozdílu. Každý tenista vždy servíruje dvakrát po sobě. První začíná jako při zahájení gamu na polovině dvorce pro shodu. Při součtu 4 bodů dochází k výměně stran. Při vyrovnaném stavu 4:4 je na podání hráč, který stál v úvodu na příjmu a jeho soupeř má právo výběru strany poloviny dvorce.